# Andreaea latinervis
Andreaea latinervis là một loài rêu trong họ Andreaeaceae. Loài này được E.B. Bartram mô tả khoa học đầu tiên năm 1937.